# Pentax SL
Asahi Pentax SL — малоформатный однообъективный зеркальный фотоаппарат семейства Spotmatic, выпускавшийся в Японии с 1968 до 1971 года в чёрно-серебристом исполнении. От базовой модели отличается только отсутствием встроенного экспонометра. Производство этой камеры было нацелено на малобюджетный сегмент рынка. Политика компании Asahi Optical не допускала снижения качества продукции. Для удешевления камер урезалась их функциональность.

## Некоторые технические характеристики
- Отрабатываемые механическим затвором выдержки: B, 1, 1/2, 1/4, 1/8, 1/15, 1/30, 1/60, 1/125, 1/250, 1/500, 1/1000.
- Автоспуск 5 — 13 сек.